# 約氏凹腹鱈
約氏凹腹鱈，為輻鰭魚綱鱈形目鼠尾鱈科的其中一種。分布於西印度洋及西太平洋海域，屬深海底棲魚類，棲息深度在540-810公尺，體長可達47.5公分，棲息在大陸坡底層水域，生活習性不明。